# カンタレル油田

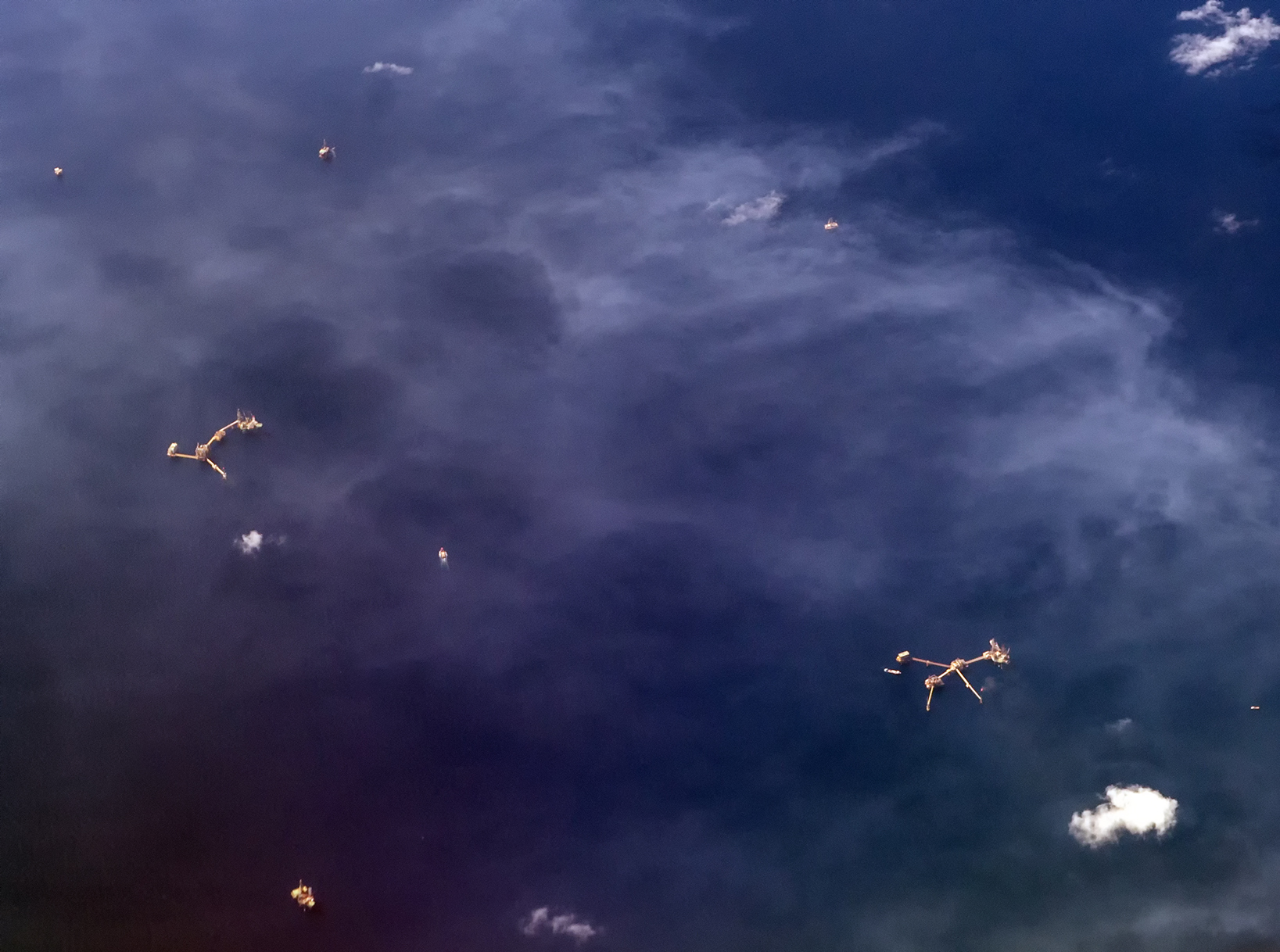
カンタレル油田

カンタレル油田（カンタレルゆでん、英語: Cantarell Field）は、メキシコのカンペチェ湾沖合にある同国最大の油田で、その規模は世界でも有数である。主要な4つの油田から形成されている。
1976年に漁師 Rudesindo Cantarell によって発見された。2000年に増進回収法(Enhanced oil recovery)が採用された。ピーク時の2003年に、日量210万バレルを記録したが、その後生産量は急激に減少し、2009年までに日量77万2千バレルに落ち込み、同国のク・マロブ・サップ油田(Ku-Maloob-Zaap)に生産量で抜かれた。2006年11月、ペメックス(PEMEX)は、同油田は114.29億バレルの石油を累積で生産したと発表した。